# Hybla Valley, Virginia
Hybla Valley, Virginia (енгл. Hybla Valley) насељено је место без административног статуса у америчкој савезној држави Вирџинија.

## Демографија
По попису из 2010. године број становника је 15.801, што је 920 (-5,5%) становника мање него 2000. године.
| Група             | 2000.         | 2010.         |
| Белци             | 6.985 (41,8%) | 4.048 (25,6%) |
| Афроамериканци    | 4.770 (28,5%) | 5.028 (31,8%) |
| Азијати           | 1.340 (8,0%)  | 1.412 (8,9%)  |
| Хиспаноамериканци | 3.213 (19,2%) | 4.922 (31,1%) |
| Укупно            | 16.721        | 15.801        |